# Corso di linguistica generale
Il Corso di linguistica generale (Cours de linguistique générale) è un'opera postuma di Ferdinand de Saussure, pubblicata nel 1916.
De Saussure è riconosciuto come il padre della linguistica generale (o teorica) e l'anno di pubblicazione del Corso come la data simbolica della nascita dello strutturalismo, che si svilupperà nel Circolo linguistico di Praga nei primi decenni del XX secolo a partire dalle idee saussuriane.

## Struttura
L'opera è il risultato della revisione e riorganizzazione degli appunti presi dagli studenti che frequentarono il corso di linguistica generale tenuto da de Saussure a Ginevra negli anni 1906-1911 e da alcune note personali dell'autore recuperate dopo la sua morte. La pubblicazione, avvenuta senza l'imprimatur dell'autore, si deve in particolare a Albert Sechehaye e Charles Bally.
Tre diverse prefazioni, scritte da Bally e Sechehaye, precedono la prima, seconda e terza edizione dell'opera. Nelle edizioni successive sono riportate generalmente tutte e tre le prefazioni.
La prefazione è seguita da un'introduzione, suddivisa in capitoli e paragrafi, che precede le cinque parti, suddivise anch'esse in capitoli e paragrafi, di cui è composta l'opera. Tra l'introduzione e la prima parte e tra la terza e la quarta parte è inserita una appendice.
A partire dall'edizione del 1967, in Italia l'opera viene pubblicata con l'introduzione e il commento di Tullio De Mauro. Il commento di De Mauro è divenuto praticamente parte integrante dell'opera, non solo nelle versioni in lingua italiana.

## Filologia saussuriana
Nella prima prefazione dell'opera Bally e Sechehaye esprimono la delusione provata alla morte del maestro nel constatare la quasi totale assenza di note, bozze, o appunti personali di de Saussure, che era solito stracciare fogli e quaderni con annotazioni.
I pochi documenti disponibili risultavano difficilmente utilizzabili per la composizione del libro in quanto poco aderenti alle lezioni dei corsi di linguistica generale tenuti a Ginevra negli anni 1906/1907, 1908/1909, 1910/1911. L'intenzione di Bally e Sechehaye era proprio quella di comporre un'opera che risultasse una summa del pensiero linguistico saussuriano attraverso l'unione degli appunti dei suoi studenti e dei documenti autografi, che si rivelarono assai scarsi.
La ragione per cui de Saussure lasciò ai posteri un numero ridotto di scritti, concentrati per lo più nella fase di inizio carriera, è motivo di discussione della critica. Alcuni riconducono ai tratti caratteriali (la tendenza all'isolamento e la mania di perfezionismo) o alla infelice vita privata di de Saussure questa tendenza all'insegnamento orale privo di un riscontro scritto. Secondo Tullio De Mauro questo è un fattore che ha inciso in modo minimo: egli ritiene che la causa di tale comportamento sia da ricercarsi piuttosto nella vastità degli aspetti, argomenti e problemi da trattare, che non avrebbero lasciato molto tempo libero a una mente così attenta al dettaglio come quella di de Saussure.
Bally e Sechehaye si appellarono agli appunti di alcuni studenti che avevano potuto frequentare più assiduamente le lezioni di de Saussure. Il lavoro di revisione e collazione degli appunti non fu affatto facile, come gli stessi organizzatori ammisero, soprattutto per l'incoerenza riscontrata tra il libro di testo universitario e gli insegnamenti orali, che si rinnovavano ed evolvevano periodicamente e ancor di più tra un anno accademico e l'altro.
Bally e Sechehaye decisero così di intraprendere la ricostruzione del pensiero del maestro sulla base del terzo corso ginevrino (quello degli anni 1910/1911).
Nella prima prefazione Bally e Sechehaye dichiarano il loro impegno a rimanere fedeli al pensiero originale del maestro, assumendosi ogni responsabilità di fronte alla critica per quanto riguarda la riuscita dell'opera. Pubblicare un'opera senza l'imprimatur dell'autore è fonte di responsabilità anche di fronte alla memoria dello stesso, che di fatto non ha dato il proprio assenso alla pubblicazione. I due redattori dichiarano nella prefazione di assumersi anche di questo la piena responsabilità.
Secondo i due redattori, l'opera potrebbe risultare incompleta agli occhi di qualche critico per il fatto che la semantica è un argomento che viene appena sfiorato: de Saussure aveva promesso ai suoi allievi che avrebbe sviluppato questo aspetto nei corsi degli anni successivi, ma non poté mantenere la promessa. Un'altra critica che potrebbe essere mossa, secondo Bally e Sechehaye, è quella di ripetitività dell'opera: questo è, secondo i due redattori, inevitabile in un pensiero linguistico così articolato e del tutto innocuo.

## Contenuto
Il pensiero linguistico di de Saussure può essere riassunto in dicotomie, opposizioni binarie tra termini. Lo stesso de Saussure sosteneva che "nella lingua non vi sono se non delle differenze. Di più: una differenza suppone in generale dei termini positivi tra i quali essa si stabilisce; ma nella lingua non vi sono che differenze senza termini positivi". Secondo de Saussure nei fatti di lingua contano le differenze all'interno del sistema, ovvero non i singoli segni ma ciò che fa di essi elementi distintivi in relazione agli altri elementi presenti. Un'eco di questo pensiero si può riscontrare nella teoria dei tratti distintivi di Roman Jakobson, secondo il quale l'informazione veicolata da un tratto distintivo è essenzialmente il suo valore distintivo.
I concetti principali del pensiero saussuriano, trattato e riassunto nel Corso, sono:
- langage - langue
- langue - parole
- langue - istituzioni sociali
- significante - significato
- arbitrarietà verticale - arbitrarietà orizzontale
- rapporti sintagmatici - rapporti associativi
- sincronia - diacronia

### Langageelangue
L'oggetto della linguistica, che è una scienza umana, sono le lingue storico-naturali. Esse sono espressione della facoltà di linguaggio, caratteristica della sola specie umana.
La langue è l'insieme delle regole che costituiscono la lingua di una certa comunità linguistica: è un'entità di appartenenza sociale, prodotta dalla società al fine di consentire un esercizio convenzionale della facoltà di linguaggio, che permette la comunicazione intenzionale ma necessita di un sistema entro il quale muoversi per non rischiare l'incomprensione tra parlanti. Per langue si intende dunque una lingua storico-naturale specifica.
Secondo una concezione formale, la langue è  un sistema segnico astratto dove, come in ogni altro sistema semiologico, un segno è caratterizzato da ciò che lo distingue dagli altri, la sua distintività.
La langue è dunque un aspetto del linguaggio: tra i fatti di linguaggio, le viene assegnato il ruolo più importante. Il linguaggio è un fenomeno che interessa diacronicamente la storia umana e sincronicamente sia l'individuo che la collettività: per questo risulta difficilmente classificabile in una categoria di fatti umani. La lingua viene invece riconosciuta come un principio di classificazione che ha la precedenza sui fatti di linguaggio.
Dopo aver espresso questo pensiero gerarchico, de Saussure previene eventuali obiezioni basate sulla presunta naturalità del linguaggio contrapposta alla convenzionalità della lingua, smontando questa tesi punto per punto: de Saussure osserva che l'interpretazione in termini di naturalità del linguaggio appare infondata, poiché non è provato che l'apparato vocale sia preposto primariamente alla funzione fonatoria; piuttosto l'apparato fonico-acustico è stato scelto come strumento per la comunicazione perché esso presentava notevoli vantaggi.
A ogni modo, che la facoltà di linguaggio venga considerata naturale o innaturale, l'esercizio di tale facoltà è possibile solo grazie allo strumento lingua messo a disposizione di una comunità linguistica e fornito da essa stessa. L'insieme di regole e convenzioni che permette di articolare parole ed enunciati comprensibili dalla collettività è la langue: essa permette l'organicità del linguaggio.
L'attenzione all'aspetto sociale è una delle caratteristiche che oppongono il pensiero saussuriano a quello di Noam Chomsky, concentrato sull'aspetto cognitivo individuale.

### Langueeparole
Per collocare la lingua all'interno dei fatti di linguaggio, de Saussure parte dal concetto di parole.
Parole è un termine francese utilizzato in ambito linguistico e non corrisponde del tutto all'italiano "parola": parole indica l'atto linguistico individuale, ovvero la realizzazione concreta della langue unica e irripetibile, legata all'emissione fonica contingente di un certo parlante in una certa occasione. La parole indica tanto il modo di utilizzo volontario del codice lingua al fine dell'espressione dei propri pensieri quanto il meccanismo che permette questo processo di espressione.
De Saussure ricostruisce il circuito della parole (ovvero il meccanismo dell'atto di parole) il cui verificarsi presuppone la presenza di almeno due individui. L'inizio del processo linguistico ha luogo nel cervello dell'individuo emittente, in cui sono presenti i "fatti di coscienza", che de Saussure chiama concetti, associati con immagini acustiche necessarie alla loro espressione. L'associazione tra concetto e immagine acustica è ciò che costituisce il segno, che per de Saussure costituisce un'entità psichica. I termini concetto e immagine acustica verranno successivamente sostituiti rispettivamente da significato e significante.
A questa prima fase interamente psichica ne segue una fisiologica: gli organi preposti alla fonazione ricevono un impulso dal cervello e attuano i meccanismi fisici necessari alla produzione dell'immagine acustica richiesta: viene emesso un suono, che come tale si propaga attraverso il mezzo dell'aria sotto forma di onde sonore. Le onde raggiungono l'orecchio del ricevente e l'immagine acustica viene trasmessa al cervello tramite un processo fisico.
Nel cervello del ricevente avviene un nuovo processo psichico: l'associazione dell'immagine acustica ricevuta con il concetto a essa corrispondente.
Il processo comunicativo così descritto può essere schematizzato attraverso opposizioni binarie (coppie) di fasi, diverse a seconda dell'aspetto del processo preso in considerazione:
- fase esteriore e fase interiore; ovvero una fase che comprende la trasmissione dei suoni dalla bocca dell'emittente all'orecchio del ricevente e una che comprende sia la fase precedente all'emissione fonica sia quella successiva alla ricezione auricolare.

- fase psichica e fase fisiologica; ovvero una fase che comprende i meccanismi psichici che permettono la comunicazione e una fase che coinvolge tutti i processi fisici-fisiologici messi in atto dal corpo umano per la produzione e la ricezione dell'elemento fonico (questa fase comprende dunque i movimenti degli organi dell'apparato fonatorio e uditivo e le posizioni assunte da essi).

- fase attiva e fase passiva; ovvero una fase che comprende tutti i processi che vanno dall'associazione tra concetto e immagine acustica attuata dal cervello fino alla ricezione dell'immagine acustica da parte del ricevente e una fase che comprende i processi che seguono alla ricezione di tale immagine fino all'elaborazione di essa e alla sua associazione con un concetto.

All'interno della fase psichica si può distinguere una fase esecutiva, che concerne l'associazione del concetto all'immagine acustica e corrisponde alla fase attiva, e una fase ricettiva, che concerne viceversa l'associazione dell'immagine acustica al concetto corrispondente e corrisponde alla fase passiva. L'associazione tra concetto e immagine acustica e viceversa avviene sempre a livello psichico: per de Saussure il segno appartiene interamente alla sfera psichica ed è ciò che compone il sistema semiologico della lingua, un sistema segnico omogeneo e interamente psichico.
La facoltà psichica di associazione di concetto e immagine acustica permette alla lingua di costituire un sistema semiologico.
Tutti gli individui di una data comunità linguistica riconoscono una determinata immagine acustica associata a un concetto dato. La produzione dell'immagine acustica presenta dei tratti variabili da un individuo all'altro e da un'occasione all'altra, ma all'interno di una comunità linguistica si generano delle attitudini foniche "medie" che si consolidano: l'esecuzione pratica dell'atto di parole deposita col tempo delle attitudini che si tramutano in quel tesoro sociale che è la langue. Da questo punto di vista, la langue è interiorizzata in modo passivo dal soggetto, che la apprende attraverso la ripetizione periodica del circuito della parole all'interno della comunità linguistica di appartenenza.
La langue è dunque di appartenenza sociale ed è necessaria, la parole è di appartenenza individuale ed è un fenomeno contingente. In un certo senso anche la parole è tuttavia presente nella collettività, in quanto può essere intesa come la somma di tutti gli atti di parole eseguiti da un certo gruppo di persone. Anche nella langue si può rilevare un aspetto individuale, in quanto la langue esiste in ogni individuo, però essa è comune a tutti gli individui di una certa comunità linguistica ed esiste al di là della volontà individuale: è posseduta veramente non da ogni individuo, ma da ogni gruppo linguistico; pertanto il suo tratto individuale è a dir poco secondario.
La parole tende a forzare i limiti imposti dalla langue, la quale rimane tendenzialmente invariata nel tempo soprattutto grazie alla sua caratteristica di arbitrarietà. Anche la langue subisce delle modifiche nel corso della storia, ma le sue mutazioni sono abbastanza lente da permettere la permanenza della possibilità di comunicazione intergenerazionale: la forza inerziale della langue si scontra continuamente con la volontà di libertà di realizzazione individuale. La massima manifestazione della volontà linguistica del parlante si riscontra nell'espressione poetica. Tuttavia la realizzazione della libertà espressiva si muove sempre entro i limiti e le possibilità offerte dalla langue, a meno che non si accetti il rischio di caduta nell'"anarchia linguistica", che comporta la mancata comprensione tra emittente e ricevente.
De Saussure introduce a questo proposito il concetto di "spirito di campanile" per sottolineare le caratteristiche di localismo proprie della parole rispetto alla cornice territoriale in cui un paese si colloca: a questa più ampia zona corrisponde la langue.
Lo studio del linguaggio si può suddividere in due parti: lo studio della langue, oggetto sociale e indipendente dalla volontà individuale (studio psichico) e lo studio della parole, aspetto individuale del linguaggio che comprende l'atto fonatorio (studio psicofisico). Lingua, linguaggio e parole sono collegati da una semplice, forse semplicistica equazione: la lingua è il linguaggio con la sottrazione della parole.
L'oggetto di studio della linguistica è la langue: questo è evidente se si pensa allo studio delle lingue morte, che non hanno un riferimento di parole, ma soltanto di langue.

### Languee istituzioni sociali
La lingua è una istituzione sociale, appartiene all'insieme dei "fatti umani". De Saussure colloca la linguistica all'interno della semiologia, anch'essa una istituzione. La semiologia ha come oggetto i sistemi segnici, ovvero i codici, e il loro aspetto sociale. Tra i codici è compreso il sistema segnico linguistico, ovvero il codice lingua. Essendo la linguistica una scienza (umana) appartenente alla semiologia, le leggi della semiologia risultano perfettamente applicabili ai fatti linguistici.
La posizione saussuriana è stata in seguito rovesciata da studiosi come Roland Barthes, il quale sosteneva che qualunque sistema segnico possa essere spiegato attraverso il codice lingua.
Compito della linguistica è per de Saussure individuare le particolari caratteristiche che fanno della lingua il codice più importante di tutti gli altri codici esistenti. Tuttavia per comprendere la struttura della lingua occorre innanzitutto esaminarla nei tratti che la accomunano agli altri sistemi segnici.

### Significante, significato e segno
L'unione di un concetto e di un'immagine acustica dà luogo al segno. Successivamente de Saussure sostituirà i termini di concetto e immagine acustica rispettivamente con quelli di significato e significante.
Le due entità sono legate in modo indissolubile, come fossero due facce della stessa medaglia o due pagine dello stesso foglio: non possono essere scisse. Il fatto che ogni segno sia costituito da due piani (quello del significante e quello del significato) è una proprietà comune a qualunque segno appartenente a qualunque sistema segnico (cioè l'insieme delle corrispondenze tra significante e significato, ovvero l'insieme dei segni appartenenti a quel codice). Tale proprietà è la biplanarità del segno.
Come risulta evidente dallo studio del circuito della parole, per de Saussure un segno è un'unità interamente psichica: entrambi gli aspetti del segno appartengono alla mente (idea che traspare soprattutto nella terminologia originaria). Essendo il segno un'unità astratta, esso appartiene alla langue.

### Principio di arbitrarietà
L'arbitrarietà è una proprietà del sistema linguistico che lo differenza da ogni altro sistema semiologico.
Per arbitrarietà si intende l'assenza di vincolo naturale tra significato (concetto mentale) e significante (catena fonica emessa). Esiste un legame tra le due entità, ma esso è puramente convenzionale e indipendente da qualsiasi legge naturale: si dice che esso è immotivato. Tale legame risulta necessario per la comunicazione tra individui, ma determinato unicamente dalla necessità di conformismo alla comunità linguistica al fine di evitare il rischio di incomprensione.
L'arbitrarietà permette il mantenimento del sistema della langue attraverso le generazioni: se non ci fosse arbitrarietà potrebbero sorgere dispute, ma grazie a essa qualsiasi argomentazione circa un miglioramento nel sistema segnico risulterebbe infondata. L'assenza di ragioni oggettive per cui un significante corrisponda a un certo significato (e viceversa) permette la stabilità della langue, soggetta a una forza inerziale che la rende mutabile solo in modo molto lento.
Il legame immotivato tra significante e significato è oggetto dell’arbitrarietà classica (chiamata così in quanto nota sin dagli antichi greci (ne parlò per primo Aristotele). De Saussure integra il concetto di arbitrarietà, distinguendo arbitrarietà verticale (classica) e arbitrarietà orizzontale.
L’arbitrarietà orizzontale ha come oggetto il rapporto tra forma e struttura del significante e forma e struttura del significato, ovvero tra unità appartenenti allo stesso piano del segno. Questo rapporto è variabile da lingua a lingua e immotivato: l'unica motivazione riscontrabile nella diversa organizzazione dell'immagine acustica e del concetto è quella culturale.
Per quanto riguarda il piano del significato, la lingua è uno strumento attraverso il quale osservare la realtà extralinguistica, che viene dunque organizzata ("ritagliata") secondo la sensibilità e la cultura della comunità linguistica: ogni lingua fornisce quindi una certa visione del mondo. Accade così che per indicare lo stesso elemento della realtà extralinguistica lingue diverse adottino un numero diverso di designazioni, a seconda delle differenze tra le tipologie di tale elemento che la comunità linguistica ritiene pertinenti e quindi da indicare con termini specifici. Questo significa che a un termine di una determinata lingua possono corrispondere più termini di un'altra lingua che indichino lo stesso elemento, e viceversa.
Le differenze tra designazioni utilizzate nelle varie lingue per indicare lo stesso elemento extralinguistico non si riscontrano soltanto quantitativamente, ma anche qualitativamente: lingue diverse possono per esempio avere una diversa percezione dell'arco della giornata, come dimostra la differenza tra il "buongiorno" italiano e il "goodmorning" inglese, che letteralmente significherebbe "buona mattinata".
Per quanto riguarda il piano del significante, ogni lingua rende pertinenti certi suoni, ma i suoni pertinenti in una lingua non necessariamente lo sono anche in un'altra: i suoni e il numero dei suoni pertinenti della lingua possono differire da lingua a lingua e l'inventario fonematico di ciascuna lingua può essere diverso da quello delle altre lingue.
Quindi a ciascuna lingua corrisponde una certa organizzazione dei dati dell'esperienza che riguarda tanto il piano del contenuto semantico (significato) quanto il piano dell'espressione fonica (significante).
Il principio di arbitrarietà sembra essere messo in discussione da alcune categorie di segni linguistici che non sembrano totalmente immotivati: le onomatopee, gli ideofoni, i fonosimboli e i meccanismi linguistici che sfruttano il principio di iconismo.

#### Onomatopea
Il principio di arbitrarietà sembra essere messo in discussione da alcune categorie lessicali, per esempio le onomatopee.
Nelle onomatopee il legame tra significante e significato sembra non essere totalmente immotivato. Tuttavia questo legame non è determinato fortemente e necessariamente dalla natura, ma è dovuto a ragioni di analogia. Ogni lingua riproduce nel significante i tratti fisico-acustici del referente (ovvero del suono o rumore designato) più o meno fedelmente, ma in modo possibilmente diverso dalla riproduzione dello stesso suono nelle altre lingue: se le onomatopee fossero determinate naturalmente il significante designato per un certo significato sarebbe uguale in qualunque lingua. La differenza tra significanti di lingue diverse è dovuta anche al fatto che le onomatopee sono parzialmente integrate nel sistema di regole e convenzioni (arbitrarie) della lingua alla quale appartengono: questo rende il significante, dato un significato, diverso da lingua a lingua.
Il fatto che il significante tenti di riprodurre il significato può essere classificato come un fenomeno di iconismo, nel quale significante e significato risultano associati per analogia.
Oltre ai motivi sopra citati, ciò che rende le onomatopee coerenti con il principio di arbitrarietà caratteristico col codice lingua e insufficienti a metterlo in discussione è il numero relativamente ridotto di esse: le onomatopee sono una categoria troppo ristretta numericamente per essere sufficiente a mettere in discussione un principio valido per la (quasi) totalità del codice lingua.

#### Ideofoni
Un'altra categoria lessicale che sembra mettere in discussione il principio di arbitrarietà è quella degli ideofoni.
Gli ideofoni sono espressioni imitative usate soprattutto in particolari contesti, come quello poetico, e possono essere considerate icone vere e proprie, poiché il legame tra il loro significante e il loro significato è motivato analogicamente. Gli ideofoni sono ovviamente una categoria molto ristretta rispetto al codice lingua, numericamente insufficiente a mettere in discussione il principio di arbitrarietà. Inoltre non tutti i linguisti concordano nel riconoscere gli ideofoni come parole effettivamente appartenenti all'inventario lessicale della lingua.

#### Fonosimboli
I fonosimboli sono suoni a cui vengono associati determinati significati da (quasi) tutti in modo spontaneo. Come si può intuire dal nome, essi rientrano nella categoria dei simboli. La spontaneità con la quale un certo suono viene "naturalmente" messo in corrispondenza con un certo significato è discutibile, basti pensare all'esempio della vocale "i", suono ritenuto "naturalmente" adatto, per la sua caratteristica di vocale chiusa (prodotta con una minima apertura orale), a indicare entità di dimensione ridotta. Secondo questo principio la caratteristica di piccolezza di un'entità sarebbe designata da parole contenenti la vocale "i": degli esempi sono i suffissi diminutivi (la cui funzione è proprio quella di rendere l'idea della ridotta dimensione o importanza del referente oppure dell'affetto provato dall'emittente) oppure parole come "piccolo", "minimo". 
Tuttavia ci sono talmente tanti controesempi che il fonosimbolismo non risulta un fenomeno sufficiente a mettere in discussione il principio di arbitrarietà. I controesempi consistono in generale sia nell'individuare parole che hanno un certo significato pur non contenendo i suoni a esso "naturalmente collegati" sia nell'individuare parole contenenti un suono "naturalmente" associato a un certo significato, ma utilizzato in una parola che ha significato completamente diverso. Nel caso dell'esempio precedente, parole come "basso", "corto" ecc. conferiscono la proprietà di piccolezza senza utilizzare la vocale i, mentre parole come "immenso", "massiccio" contengono la vocale "i" ma significato opposto all'idea di piccolezza.

#### Meccanismi iconici
Nella grammatica delle lingue sono presenti alcuni meccanismi che si riconducono al principio di analogia: sono i meccanismi iconici, presenti in misura diversa praticamente in tutte le lingue.
Il principio di analogia entra in gioco per esempio nella formazione del plurale in certe lingue, che lo rendono attraverso l'aggiunta di materiale fonico (e grafico) alla catena fonica (e alla forma scritta) del singolare: questo espediente potrebbe essere motivato dalla volontà della lingua di suggerire l'idea di molteplicità (e quindi di una massa maggiore) attraverso l'aumento del materiale fonico in gioco.
Un esempio che confermerebbe l'esistenza di questi meccanismi è la parola inglese "child", che al plurale risulta "children", o quella tedesca "kind", che al plurale diventa "kinder". Questo meccanismo iconico non risulta tuttavia applicato in italiano, una lingua che forma normalmente il plurale attraverso il cambio di desinenza della parola singolare.
I meccanismi iconici sono da alcuni linguisti ritenuti un argomento abbastanza valido da ridurre l'importanza del principio di arbitrarietà del codice lingua.

### Asse sintagmatico e asse paradigmatico
Tra gli elementi del significante si sviluppano rapporti su un duplice asse: quello sintagmatico e quello paradigmatico.
Considerando la catena fonica compiuta si possono individuare rapporti sintagmatici tra gli elementi che la compongono, ovvero tra gli elementi che coesistono (rapporto in praesentia) e in particolare tra quelli che si precedono o susseguono: si analizzano rapporti esistenti tra elementi astraendo dal fattore temporale, ovvero analizzando rapporti tra elementi esistenti simultaneamente.
I rapporti sull'asse paradigmatico si instaurano tra elementi che avrebbero potuto occupare in potenza la medesima posizione all'interno della catena fonica: la realizzazione di un elemento comporta necessariamente la non realizzazione di un altro, per questo il rapporto sull'asse paradigmatico è detto rapporto in absentia. Possiamo immaginare l'asse paradigmatico come il serbatoio di elementi cui possibilmente possiamo attingere in un certo momento (per una certa posizione assunta dall'elemento scelto).
Inizialmente de Saussure utilizzò il termine "rapporto associativo" per indicare l'asse paradigmatico: fu il linguista Louis Trolle Hjelmslev a introdurre il termine "paradigmatico".
A conclusioni analoghe per quanto riguarda i rapporti esistenti tra gli elementi della catena fonica giunsero Jan Niecisław Baudouin de Courtenay e Mikolaj Habdank Kruszewski attraverso un percorso di studio del tutto indipendente da quello saussuriano.

### Sincronia e diacronia
De Saussure individua l'esistenza dell'asse della simultaneità, che concerne i rapporti tra entità esistenti contemporaneamente, e dell'asse delle successioni, in cui vengono considerate le entità nella loro singolarità e nei loro possibili cambiamenti. De Saussure sostiene che ogni scienza che abbia come oggetto un sistema di valori, ovvero un sistema di equivalenza tra cose di ordini differenti (nel caso della lingua tra significante e significato) debba essere studiata secondo ciascuno dei due assi distinti. Questo è particolarmente vero per la linguistica, in quanto essa opera su un sistema di segni strettamente legato al fattore temporale e allo stato momentaneo del sistema.
Questo duplice punto di vista possibile nello studio dei fatti linguistici genera la distinzione tra linguistica evolutiva, termine che de Saussure riteneva meno ambiguo dell'ormai consolidato linguistica storica,  e linguistica statica, da non interpretare attribuendogli una connotazione di immobilismo, in quanto l'immobilità nei fatti linguistici non esiste che idealmente. Per meglio rendere l'idea di opposizione tra i due approcci, de Saussure introdusse i termini linguistica diacronica per indicare lo studio dell'evoluzione dei fatti linguistici e linguistica sincronica per indicare lo studio dello stato della lingua in un momento idealmente atemporale.
Fino agli inizi del XX secolo, gli studi linguistici erano dominati dall'impostazione storico-genealogica, che si serviva del metodo comparativo applicato anche a lingue di epoche diverse e mirava allo studio delle mutazioni diacroniche delle lingue e all'individuazione di parentele tra esse, conservando cioè uno sguardo sempre rivolto al passato. Padre della linguistica storica fu Franz Bopp, che pubblicò nel 1816 Sul sistema della coniugazione del sanscrito in confronto con quello greco, latino, persiano e germanico.
De Saussure ritiene che un primo approccio sincronico si ebbe con gli studi di grammatica. Tuttavia secondo de Saussure la grammatica ha un carattere spiccatamente prescrittivo che non ha nulla a che vedere con lo studio linguistico, di carattere puramente descrittivo.
De Saussure introdusse un nuovo approccio ai fatti linguistici, immaginati come statici attraverso l'ideale astrazione dal fattore temporale al fine di analizzare la struttura e i meccanismi di funzionamento delle lingue. Le lingue, dal punto di vista sincronico, vengono analizzate come strutture in funzione. De Saussure ritene che lo studio sincronico sia quello fondamentale nello studio dei fatti linguistici, in quanto, come puntualizzato da De Mauro nell'introduzione al Corso, "soltanto su base idiosincronica possiamo provare la legittimità dei confronti tra unità linguistiche appartenenti a sistemi linguistici diversi". Tuttavia la diacronia è lo studio di una successione di stati, dunque di fatti sincronici: sincronia e diacronia sono complementari e mutualmente necessarie per una visione globale di un fenomeno linguistico.

## Edizioni
- (FR) Cours de linguistique générale, publié par Charles Bally et Albert Sechehaye avec la collaboration de Albert Riedlinger, Lausanne, Librairie Payot & Cie, 1916.
- Corso di linguistica generale, introduzione, traduzione e commento di Tullio De Mauro, Bari, Editori Laterza, 1967.